# Parlement français

Palais du Luxembourg (Sénat)

Palais Bourbon (Assemblée nationale)

Aile du Midi du château de Versailles (Congrès)
Le Parlement français est la principale institution du pouvoir législatif en France. Selon la Constitution du 4 octobre 1958, elle peut en partie contrôler l'activité gouvernementale. Le parlement est bicaméral, c'est-à-dire composé de deux chambres :
- le Sénat, dit « chambre haute », qui comprend 348 sénateurs[1],
- l'Assemblée nationale, dite « chambre basse », qui compte 577 députés[1].

Les deux chambres siègent dans des lieux différents à Paris, capitale française : le palais du Luxembourg pour le Sénat et le palais Bourbon pour l’Assemblée nationale. Elles peuvent néanmoins se réunir ensemble en Congrès ou en Haute Cour : le Parlement siège alors dans la salle du Congrès au château de Versailles, à Versailles (Yvelines).
Avant 1962, le Parlement était le détenteur unique de la souveraineté populaire. Depuis cette date, le pouvoir est partagé entre le Parlement et le chef de l'État, choisi lors de l'élection présidentielle au suffrage universel direct.
Puissant sous les IIIe et IVe Républiques, le Parlement a vu son pouvoir diminuer sous la Ve République. Les évolutions plus récentes des institutions françaises tendent à lui redonner quelques nouvelles prérogatives (cf. réforme de 1995 et du 23 juillet 2008). Cependant, la montée en puissance des pouvoirs des institutions européennes tend à limiter son influence, environ 70 % de son activité étant consacrés à la mise en œuvre du droit européen.

## Histoire
Le Parlement français, en tant que pouvoir législatif, ne doit pas être confondu avec les parlements d’Ancien régime qui étaient des cours de justice ayant certaines attributions politiques.
Le Parlement, au sens moderne du terme, est apparu en France avec la Révolution. Sa forme (monocamérale, bicamérale ou pluricamérale), ses noms et ses attributions, définis par les différentes constitutions, ont pris des formes très différentes suivant les régimes :
| Chambre haute                            | Chambre basse                            | Autre chambre | Réunion des chambres | Date        | Constitution                                            | Régime                                     | Type                            |
| ---------------------------------------- | ---------------------------------------- | ------------- | -------------------- | ----------- | ------------------------------------------------------- | ------------------------------------------ | ------------------------------- |
| États généraux de 1789                   | États généraux de 1789                   |               |                      | 1789        |                                                         | Révolution française                       |                                 |
| Assemblée nationale constituante de 1789 | Assemblée nationale constituante de 1789 |               |                      | 1789-1791   |                                                         | Révolution française                       |                                 |
| Assemblée nationale législative de 1791  | Assemblée nationale législative de 1791  |               |                      | 1791-1792   | Constitution de 1791                                    | Monarchie constitutionnelle                | Monarchie constitutionnelle     |
| Convention nationale                     | Convention nationale                     |               |                      | 1792-1795   | Pas de constitution                                     | Première République (Convention nationale) | Régime d'assemblée              |
| Conseil des Anciens                      | Conseil des Cinq-Cents                   |               |                      | 1795-1799   | Constitution de l'an III                                | Première République (Directoire)           | Séparation stricte des pouvoirs |
| Sénat conservateur                       | Corps législatif                         | Tribunat      |                      | 1799-1802   | Constitution de l'an VIII                               | Première République (Consulat)             | Régime consulaire               |
| Sénat conservateur                       | Corps législatif                         | Tribunat      |                      | 1802-1804   | Constitution de l'an X                                  | Première République (Consulat)             | Autoritarisme                   |
| Sénat conservateur                       | Corps législatif                         | Tribunat      |                      | 1804-1814   | Constitution de l'an XII                                | Premier Empire                             | Monarchie impériale             |
| Chambre des pairs                        | Chambre des députés                      |               |                      | 1814-1815   | Charte de 1814                                          | Royaume de France (Première Restauration)  | Monarchie constitutionnelle     |
| Chambre des pairs                        | Chambre des représentants                |               |                      | 1815-1815   | Acte additionnel aux Constitutions de l’Empire          | Premier Empire (Cent-Jours)                | Monarchie impériale             |
| Chambre des pairs                        | Chambre des députés                      |               |                      | 1815-1830   | Charte de 1814                                          | Royaume de France (Seconde Restauration)   | Monarchie constitutionnelle     |
| Chambre des pairs                        | Chambre des députés                      |               |                      | 1830-1848   | Charte de 1830                                          | Royaume de France (Monarchie de Juillet)   | Monarchie constitutionnelle     |
| Assemblée nationale constituante de 1848 | Assemblée nationale constituante de 1848 |               |                      | 1848-1849   |                                                         | Deuxième République                        |                                 |
| Assemblée nationale législative de 1849  | Assemblée nationale législative de 1849  |               |                      | 1849-1852   | Constitution de 1848                                    | Deuxième République                        | Régime présidentiel             |
| Sénat                                    | Corps législatif                         |               |                      | 1852-1870   | Constitution de 1852                                    | Second Empire                              | Monarchie impériale             |
| Assemblée nationale constituante de 1871 | Assemblée nationale constituante de 1871 |               |                      | 1871-1875   |                                                         | Troisième République                       | Régime d'assemblée              |
| Sénat                                    | Chambre des députés                      |               | Assemblée nationale  | 1875-1940   | Lois constitutionnelles de 1875                         | Troisième République                       | Régime parlementaire            |
| Aucune                                   | Aucune                                   | [ N 2 ]       |                      | 1940-1944   | Loi constitutionnelle de 1940 et Actes constitutionnels | Régime de Vichy                            | Dictature, autorité de fait     |
| Assemblée consultative provisoire        | Assemblée consultative provisoire        |               |                      | 1943-1944   | Ordonnance du 17 septembre 1943                         | CFLN                                       | Gouvernement provisoire         |
| Assemblée constituante de 1945           | Assemblée constituante de 1945           |               |                      | 1944-1945   | Ordonnance du 9 août 1944                               | GPRF                                       |                                 |
| Assemblée constituante de 1946           | Assemblée constituante de 1946           |               |                      | 1945-1946   | Loi constitutionnelle de 1945                           | GPRF                                       | Gouvernement provisoire         |
| Conseil de la République                 | Assemblée nationale                      |               | Parlement            | 1946-1958   | Constitution de 1946                                    | Quatrième République                       | Régime parlementaire            |
| Sénat                                    | Assemblée nationale                      |               | Congrès, Haute Cour  | depuis 1958 | Constitution de 1958                                    | Cinquième République                       | Régime semi-présidentiel        |

## Parlement sous laVeRépublique

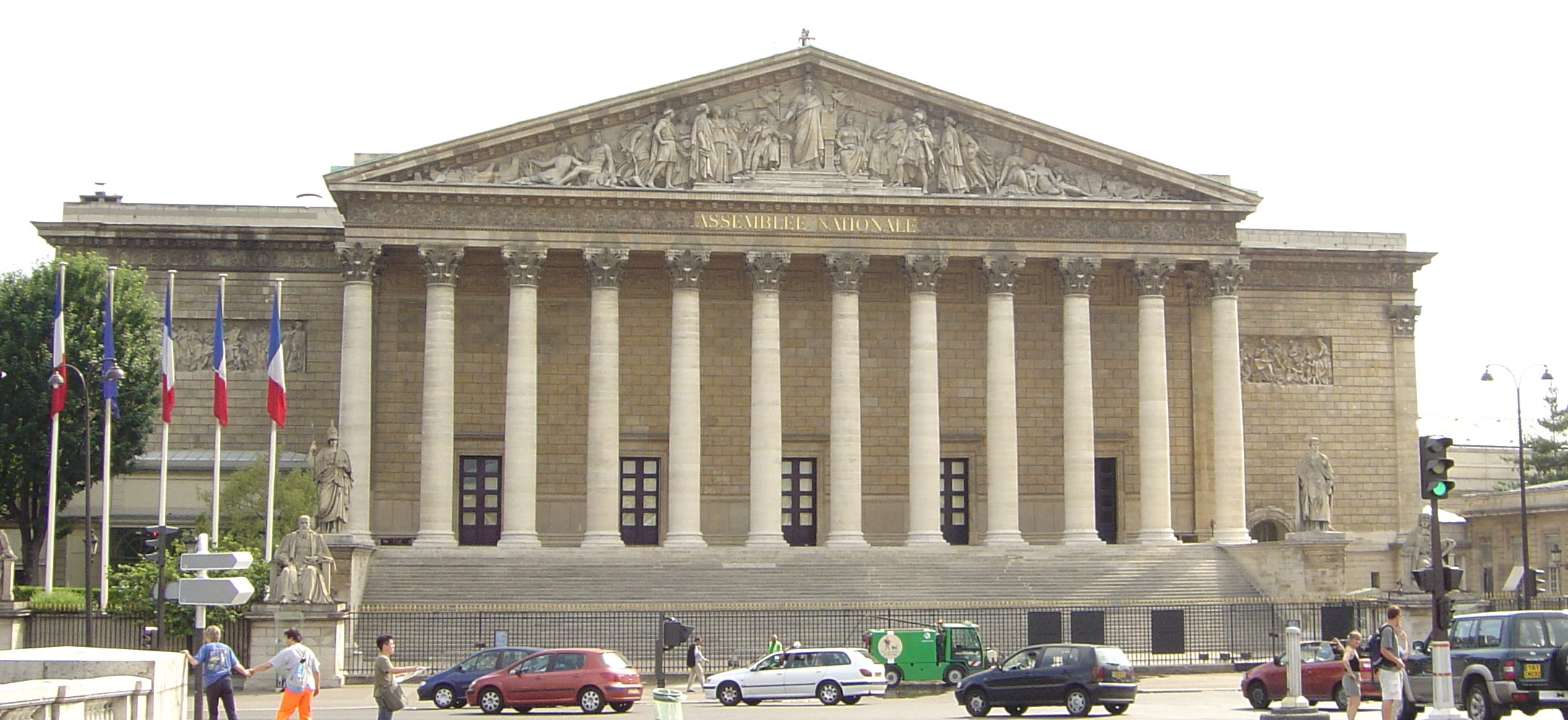
Le palais Bourbon, siège de l’Assemblée nationale.

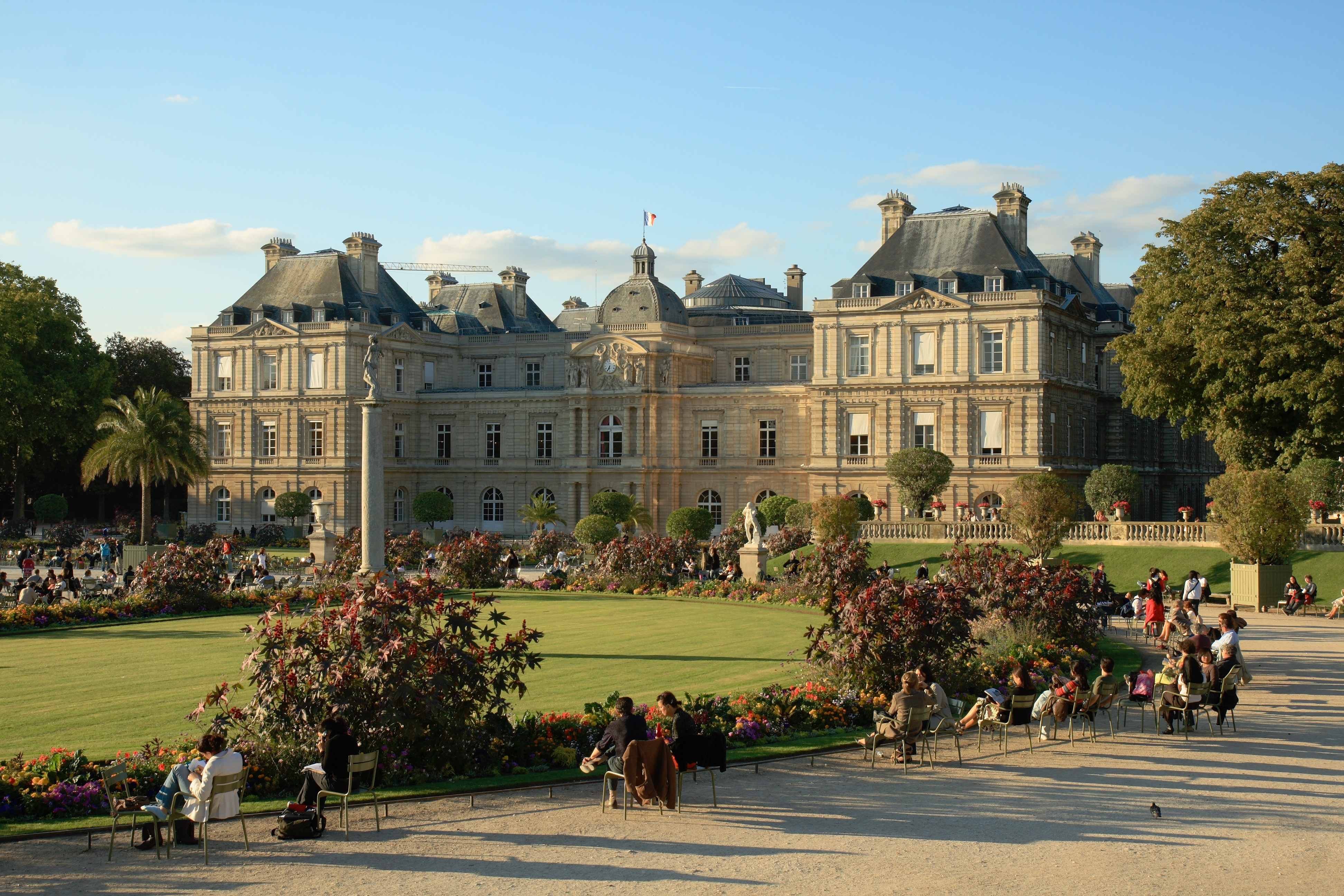
Le palais du Luxembourg, siège du Sénat.

Le Parlement est composé de deux chambres : le Sénat qui comprend 348 sénateurs, et l’Assemblée nationale qui compte 577 députés.

### Parlementaires

#### Élection des parlementaires
Les députés qui siègent à l’Assemblée nationale sont élus au scrutin majoritaire uninominal à deux tours dans le cadre de circonscriptions plus ou moins équivalentes à 100 000 habitants, pour cinq ans, sauf dissolution de l’Assemblée. La loi électorale de 1986 précise que les écarts de population entre circonscriptions ne doivent en aucun cas aboutir à ce qu’une circonscription dépasse de plus de 20 % la population moyenne des circonscriptions du département. Mais il existe des inégalités entre les circonscriptions rurales moins peuplées et les circonscriptions urbaines. À titre d’exemple, le député de la circonscription la plus peuplée du Val-d'Oise représente 188 000 électeurs quand celui de la circonscription la moins peuplée de Lozère n’en représente que 34 000. Chaque candidat se présente avec un suppléant qui prend sa place en cas d’incompatibilité de fonction, quand le député devient ministre par exemple.
Les sénateurs sont élus au suffrage universel indirect par les « grands électeurs ». Les grands électeurs sont les députés, les conseillers régionaux, les conseillers départementaux, ainsi que des délégués des conseils municipaux. Ces derniers, qui ne sont pas toujours des conseillers municipaux, représentent 95 % du corps électoral. La loi du 30 juillet 2003 a réformé l’élection des sénateurs. Dans les départements élisant tout au plus deux sénateurs, le scrutin reste le scrutin majoritaire à deux tours avec possibilité de panachage. Dans les départements élisant au moins 3 sénateurs, le scrutin proportionnel à la plus forte moyenne a été adopté. Cette loi a également diminué la durée du mandat des sénateurs qui est passée de 9 à 6 ans. Le Sénat, qui était précédemment renouvelé par tiers tous les trois ans, est désormais renouvelé par moitié tous les trois ans.

#### Statuts et immunités
Pour pouvoir être parlementaire, il faut remplir certaines conditions. Il faut avoir 24 ans pour prétendre être sénateur, pour être député la majorité suffit (avant la loi organique de 2011, les limites étaient de 30 ans pour les sénateurs et de 23 ans pour les députés). La condamnation pour crime entraîne une inéligibilité. Les commerçants en liquidation judiciaire, les personnes condamnées pour corruption subissent une inéligibilité relative d'une ou plusieurs années. Il existe aussi des incompatibilités de fonction. On ne peut pas être parlementaire et fonctionnaire, parlementaire et exercer des fonctions de direction dans des entreprises nationales ou subventionnées par l’État. De ce fait, le parlementaire élu doit se démettre de ses fonctions incompatibles et déclarer au bureau de l’Assemblée dans laquelle il a été élu les fonctions qu’il entend conserver. Pour le fonctionnaire, cela signifie se mettre en disponibilité le temps de son mandat. De plus, le mandat parlementaire ne peut pas être cumulé avec plus d’un des mandats suivants : membre d'un conseil ou d'un exécutif régional, général, municipal. Le cumul est interdit avec d'autres mandats parlementaires, sénateur, député, député européen.
L’article 26 de la Constitution du 4 octobre 1958 révisé le 4 août 1995 fixe les immunités parlementaires. Il existe une irresponsabilité parlementaire quant à ses opinions et son vote dans le cadre de son travail parlementaire. Cette immunité ne couvre pas les déclarations faites lors de réunions publiques et dans les journaux. Le parlementaire jouit aussi d’une inviolabilité relative. Il ne peut être arrêté pour un crime ou un délit qu’avec l’autorisation du bureau de l’assemblée compétente sauf en cas de flagrant délit ou de condamnation définitive par un tribunal. Si l’Assemblée le demande, les poursuites peuvent être interrompues pour la durée de la session.
Les indemnités parlementaires comprennent une part fixe et des indemnités de fonction. Le salaire des fonctionnaires catégorie « hors échelle » sert de référence au calcul de la part fixe. Elle est égale à la moyenne entre le traitement le plus élevé et le plus faible de cette catégorie soit environ 5 400 € brut en 2007. L’indemnité de fonction est égale à un quart de l’indemnité fixe, soit 1 390 €. Il bénéficie aussi de facilités de circulations : gratuité des transports ferroviaires, 40 allers/retours par an en avion de Paris à sa circonscription ; 6 voyages en avion allers/retours en France. Il peut aussi rémunérer ses collaborateurs aux frais de l’État dans la limite de 8 949 € brut par mois en 2007.

### Fonctionnement parlementaire
Un des objectifs de la Constitution du 4 octobre 1958 était de discipliner la vie parlementaire. Un des moyens d’y parvenir a été de réduire la durée des sessions. En 1958, il existait deux sessions parlementaires ordinaires. La première d’une durée de 80 jours commençait début octobre, la seconde d’une durée de 90 jours commençait début avril. Depuis la réforme constitutionnelle de 1995, il n’existe plus qu’une session unique de 9 mois débutant début octobre. Le nombre de jours de session est cependant limité à 120. Si besoin, le Premier Ministre peut décider de la tenue de jours de session supplémentaires.
Les articles 29 et 30 de la Constitution prévoient la possibilité de tenir des sessions extraordinaires. Elles sont ouvertes et closes par le président de la République. L’ordre du jour est déterminé à l’avance et les parlementaires ne peuvent y déroger. Si la session extraordinaire a lieu à la demande des parlementaires, sa durée ne peut excéder 12 jours. Si elle a été demandée par le gouvernement, aucune durée n’est fixée.

### Débats parlementaires

#### Fixation de l'ordre du jour
L'année parlementaire comprend :
- une session ordinaire qui dure d'octobre à juin (article 28 de la Constitution) ;
- éventuellement, une ou plusieurs sessions extraordinaires (article 29).

À l'intérieur d'une session, chaque assemblée décide au cours de quelles semaines auront lieu les débats. Le règlement de chaque assemblée décide de plus quels sont les jours de la semaine et les horaires de séance, qui peuvent toutefois être modifiés par la suite en fonction des nécessités. Ainsi, l'article 50 du règlement de l'Assemblée nationale prévoit que « L’Assemblée se réunit chaque semaine en séance publique le matin, l’après-midi et la soirée du mardi, l’après-midi et la soirée du mercredi ainsi que le matin, l’après-midi et la soirée du jeudi », mais que d'autres séances peuvent être tenues à la demande de la Conférence des présidents ou du Gouvernement.
S'agissant de l'ordre du jour des séances L'article 48 de la Constitution prévoyait, jusqu'en 2008, que, hormis une journée par mois (introduite par la révision constitutionnelle du 4 août 1995), le Gouvernement fixait l'ordre du jour des deux assemblées, s'agissant aussi bien des textes de loi que de leur ordre d'examen. Le Parlement pouvait ajouter d'autres textes en supplément. La révision constitutionnelle du 23 juillet 2008 a partagé à parts égales la fixation de l'ordre du jour entre le Parlement et le Gouvernement, en prévoyant qu'une séance par mois au moins est réservée aux groupes d'opposition ou minoritaires.

#### Organisation des débats
La discipline des débats est très sévère pour les parlementaires. Pour pouvoir prendre la parole au cours d’un débat, l’élu doit s’inscrire au préalable auprès du président, attendre son tour de parole et respecter le temps qui lui a été imparti (typiquement cinq minutes). En cas de non-respect de ces obligations, il risque des sanctions. Seuls les présidents, les rapporteurs des futures lois et les membres du gouvernement peuvent intervenir librement et à tout moment. Les mêmes règles s’appliquent pour les amendements. De plus, l’article 44 de la Constitution autorise le Gouvernement à écarter tout amendement qui n’aurait pas été discuté au préalable en commission.
Les débats sont publics. Ils peuvent aussi être retransmis à la télévision sur La Chaîne parlementaire. Cette publicité des débats parlementaires constitue un principe de valeur constitutionnelle, reconnu comme tel par l'article 33 de la Constitution.
Dans un premier temps, une discussion générale permet à chaque orateur d’exprimer, dans un temps limité, son point de vue d’ensemble sur le texte. Puis l’assemblée saisie examine les articles du texte l’un après l’autre. Pour chaque article, les parlementaires discutent les amendements associés puis votent sur l’ensemble de l’article. Lorsque tous les articles ont été examinés, les parlementaires expriment leur opinion sur le texte ainsi modifié à travers les explications de vote. Enfin ils votent sur l’ensemble du texte. Pour un exemple, on pourra consulter le déroulement de la discussion au Sénat, en première lecture, du projet de loi sur la bioéthique.
La discussion d’un texte peut être très rapide : dans le cas des projets de loi autorisant la ratification d’un accord international, quinze à vingt textes peuvent être adoptés en une demi-journée, car chaque texte comporte un article unique non amendé. Dans d’autres cas, la multiplication des amendements peut allonger considérablement la discussion : en juin et juillet 2003, il a fallu plus de trois semaines à l’Assemblée nationale pour examiner le projet de loi portant réforme des retraites, sur lequel 12 000 amendements avaient été déposés. Enfin, le gouvernement peut demander un vote bloqué, sans discussion article par article, pour limiter la durée des débats. Un vote unique portera sur tout ou partie d’un texte avec les amendements qu’il accepte. Les amendements refusés par le Gouvernement peuvent éventuellement faire l’objet d’une discussion, bien qu’ils ne puissent être votés.
Le gouvernement dispose d’autres moyens de pression pour limiter les débats. Il peut décider, avant la discussion, qu’un texte est urgent en déclarant la procédure accélérée (article 45 de la Constitution) : dans ce cas, la réunion d’une Commission mixte paritaire peut avoir lieu après la première lecture si les deux chambres n’ont pas voté la loi dans les mêmes termes et non après la deuxième comme le prévoit la procédure normale. Il exerce souvent cette prérogative. Le Gouvernement peut aussi engager sa responsabilité lors d’une lecture devant l’Assemblée nationale sur le vote d’un texte, conformément à l’article 49, alinéa 3 de la Constitution. Si aucune motion de censure n’est déposée par des députés, le texte est considéré comme adopté sans discussion. Si des députés déposent une motion de censure ; si elle est adoptée, le texte sera rejeté et le Gouvernement devra démissionner. Cette procédure ne peut être exercée devant le Sénat, car le Gouvernement n’est responsable que devant l’Assemblée nationale.

## Rôle
La Constitution de 1958 a considérablement amoindri les pouvoirs du Parlement. Celui-ci garde sa prérogative habituelle à savoir le pouvoir législatif comme le dit l’article 24. « Le Parlement vote la loi ». Mais l'article 34 de la Constitution limite singulièrement le domaine de la loi. Le Parlement fixe les règles concernant les droits civiques et les libertés publiques, le droit des personnes, le droit pénal et celui de procédure pénale. Il légifère à propos des juridictions, des magistratures, des impôts, de la monnaie, des régimes électoraux, de la création de catégories d’établissements publics, du statut des fonctionnaires, des nationalisations. Il fixe les principes fondamentaux pour l’organisation de la défense nationale, les collectivités locales, l’enseignement, le droit de propriété, celui des obligations et du travail. Toutes les autres matières relèvent du domaine réglementaire, c’est-à-dire du pouvoir exécutif (article 37). Cette limitation avait pour but de mettre fin à la paralysie parlementaire existant sous la IVe République.
Il appartient au gouvernement de contrôler la compétence législative. Si un élu propose une loi ou un amendement qui n’appartient pas au domaine législatif tel qu’il est défini par la Constitution-et principalement, par son article 34-, le gouvernement oppose l’irrecevabilité en application de l'article 41 de la Constitution. En cas de désaccord sur la nature du texte avec les assemblées, c’est le Conseil constitutionnel qui tranche. Si le Gouvernement se rend compte qu’une loi fait partie du domaine réglementaire alors qu’elle a déjà été votée et promulguée, il peut aussi saisir le Conseil constitutionnel pour faire valoir son caractère réglementaire. Il pourra ainsi la modifier par décret s’il le souhaite.

Le Parlement parmi les institutions de la Ve République

### Discussion et vote de la loi

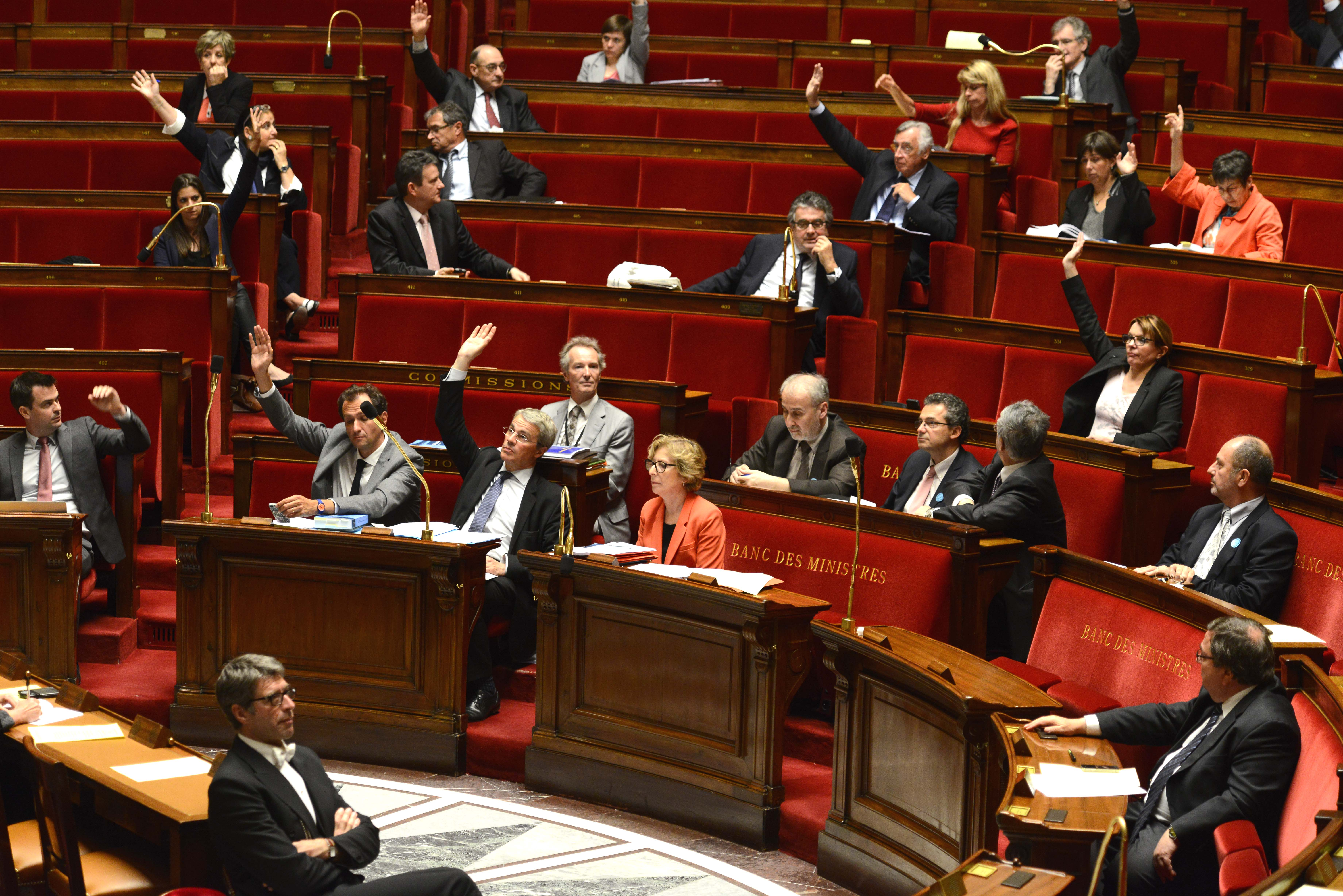
Les rapporteurs et la ministre lors d’un discussion d’un projet de loi à l’Assemblée nationale en 2013.

Un texte de loi peut avoir pour origine le Premier ministre (le texte est alors un « projet de loi ») ou un membre du Parlement (« proposition de loi »). Certaines lois sont obligatoirement d’origine gouvernementale, comme les lois de finances. Les projets de loi peuvent être soumis en premier à l’Assemblée nationale ou au Sénat, sauf dans le cas des lois de finances qui passent d’abord par l’Assemblée nationale, et des lois ayant pour principal objet l’organisation des collectivités territoriales ou les instances représentatives des Français établis hors de France qui sont soumis en premier lieu au Sénat.
Pour un projet ou une proposition de loi ordinaire, le texte est d’abord soumis à l’une des commissions parlementaires permanentes, ou à une commission spéciale désignée à cet effet. Au cours de la discussion en commission ou en séance, le Gouvernement et le Parlement peuvent ajouter, modifier ou supprimer des articles (« amender le texte »). Les amendements des parlementaires ne peuvent avoir pour conséquence une diminution des ressources publiques ou une création ou aggravation d’une charge publique. Le Gouvernement peut demander que l’assemblée se prononce en un seul vote sur tout ou partie du texte en discussion en ne retenant que les amendements proposés ou acceptés par le Gouvernement.
Les projets ou propositions de loi sont examinés successivement par les deux assemblées jusqu’à ce que le texte soit identique. Après deux lectures par les deux chambres (ou une seule si le Gouvernement a décidé d’engager la procédure accélérée sans que les Conférences des présidents s’y soient conjointement opposées) sans accord, le Premier ministre ou, pour une proposition de loi, les présidents des deux assemblées agissant conjointement, peuvent convoquer une commission mixte paritaire (composée d’un nombre identique de sénateurs et de députés) chargée de proposer un texte de compromis. Celui-ci peut être soumis par le Gouvernement pour approbation aux deux assemblées. Aucun amendement n’est recevable sauf accord du Gouvernement. Si la commission mixte ne parvient pas à l’adoption d’un texte commun ou si ce texte n’est pas adopté par les deux assemblées, le Gouvernement peut, après une nouvelle lecture par l’Assemblée nationale et par le Sénat, demander à l’Assemblée nationale de statuer définitivement. En ce cas, l’Assemblée nationale peut reprendre soit le texte élaboré par la commission mixte, soit le dernier texte voté par elle, modifié le cas échéant par un ou plusieurs des amendements adoptés par le Sénat.
Les lois peuvent être déférées au Conseil constitutionnel, avant leur promulgation, par le président de la République, le Premier ministre, le président de l’Assemblée nationale, le président du Sénat ou soixante députés ou soixante sénateurs.
Le président de la République promulgue les lois. Il peut demander au Parlement une nouvelle délibération de la loi ou de certains de ses articles. Cette nouvelle délibération ne peut être refusée.
Le président de la République, sur proposition du Gouvernement ou sur proposition conjointe des deux assemblées, peut soumettre au référendum tout projet de loi portant sur l’organisation des pouvoirs publics, sur des réformes relatives à la politique économique, sociale ou environnementale de la nation et aux services publics qui y concourent, ou tendant à autoriser la ratification d'un traité qui, sans être contraire à la Constitution, aurait des incidences sur le fonctionnement des institutions. Un référendum portant sur un objet mentionné précédemment peut être organisé à l’initiative d’un cinquième des membres du Parlement, soutenue par un dixième des électeurs inscrits sur les listes électorales.

### Contrôle de l'action du Gouvernement

#### Responsabilité du Gouvernement devant l'Assemblée nationale
Pour montrer leur désaccord, les députés peuvent déposer une motion de censure. Elle n'est recevable que si elle est signée par 10 % des députés. Il est procédé au vote 48 heures après. Il faut un vote favorable de 50 % des membres de l’Assemblée nationale pour qu’elle soit acceptée. En cas de vote positif, le gouvernement est contraint à la démission. Mais depuis 1962, l’existence d’un parti majoritaire a permis au gouvernement de s’appuyer sur une majorité solide rendant impossible le vote d’une motion de censure. En 1974, le parti majoritaire de la coalition au pouvoir, le RPR, n’est pas le parti du chef de l’État. Mais le RPR n’a pas voulu déstabiliser le président dont il avait soutenu l’élection, Valéry Giscard d'Estaing.

#### Questions
Le moyen le plus connu de contrôle du gouvernement est la pratique des questions parlementaires. Le gouvernement doit consacrer une séance par semaine à répondre aux questions des représentants de chaque assemblée. Les questions doivent être communiquées au préalable au gouvernement. Les parlementaires peuvent aussi poser des questions écrites généralement sur des problèmes techniques. Une réponse leur est adressée dans le Journal officiel, généralement dans les deux mois suivants.

#### Autres moyens de contrôle

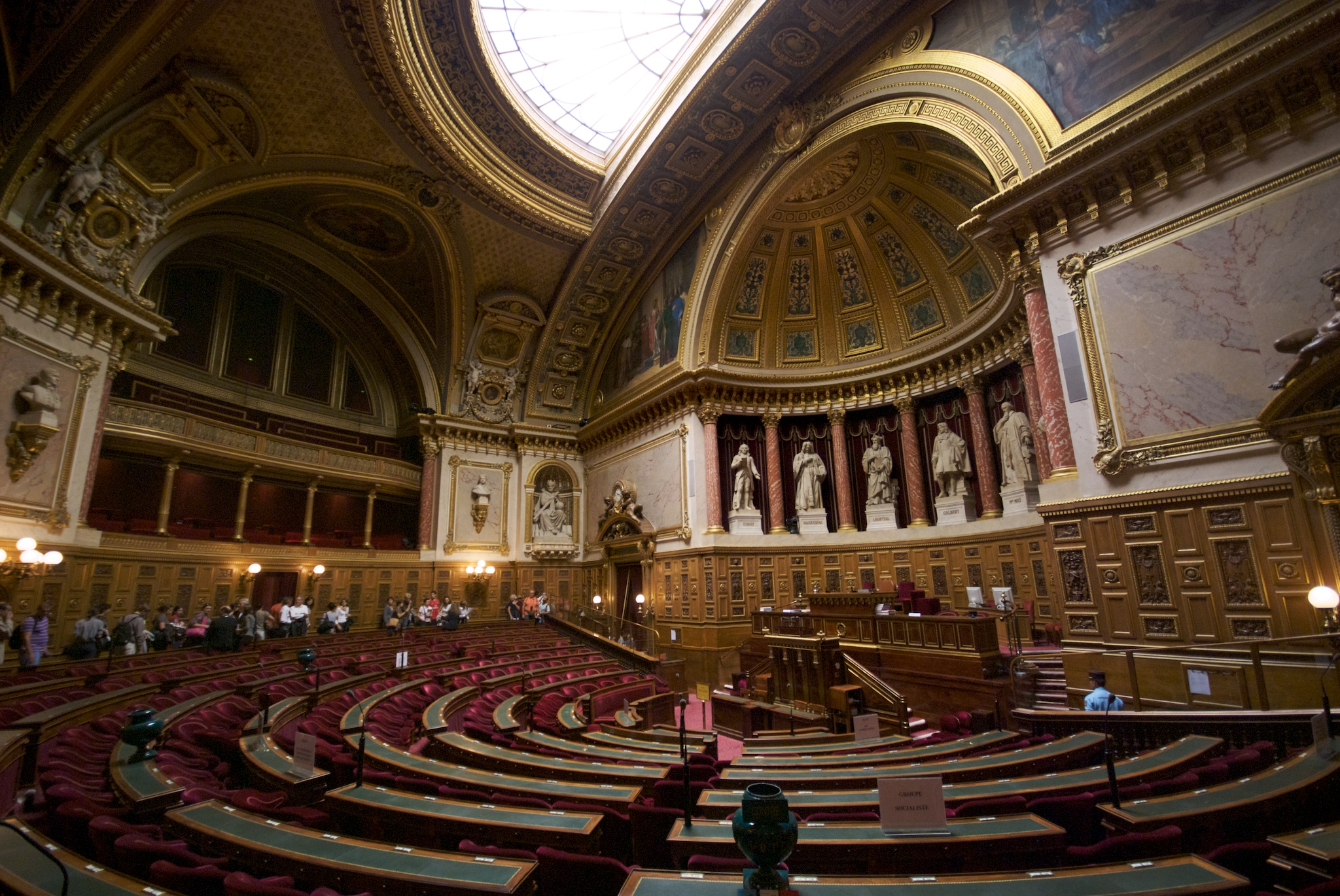
Hémicycle du Sénat

Le Parlement autorise la déclaration de guerre, il est informé de l’intervention de l’armée à l’étranger et autorise sa prolongation au-delà de quatre mois ; il autorise la prorogation au-delà de douze jours de l’état de siège et de l’état d’urgence.
Le Parlement autorise la prise d’ordonnances par le Gouvernement, qui sont normalement du domaine de la loi. Elles sont prises en Conseil des ministres après avis du Conseil d’État. Elles entrent en vigueur dès leur publication, mais deviennent caduques si le projet de loi de ratification n’est pas déposé devant le Parlement avant la date fixée par la loi d’habilitation.
Les traités sont négociés et ratifiés par le président de la République. Cependant, pour la plupart d’entre eux, la ratification doit être approuvée par le Parlement. Dans le cas de la ratification d’un traité relatif à l’adhésion d’un État à l’Union européenne, la procédure première est le référendum, mais par le vote d’une motion adoptée en termes identiques par chaque assemblée à la majorité des trois cinquièmes, le Parlement peut autoriser l’adoption du projet de loi de ratification par un vote des parlementaires réunis en Congrès. Dans ce cas le texte doit réunir la majorité des trois cinquièmes des suffrages exprimés.
Chaque assemblée peut voter des résolutions marquant un souhait ou une préoccupation, à destination du Gouvernement, celles-ci ne doivent pas mettre en cause sa responsabilité ou contenir des injonctions à son égard,. Elle peut le faire également sur des projets d’actes européens.

### Autres prérogatives

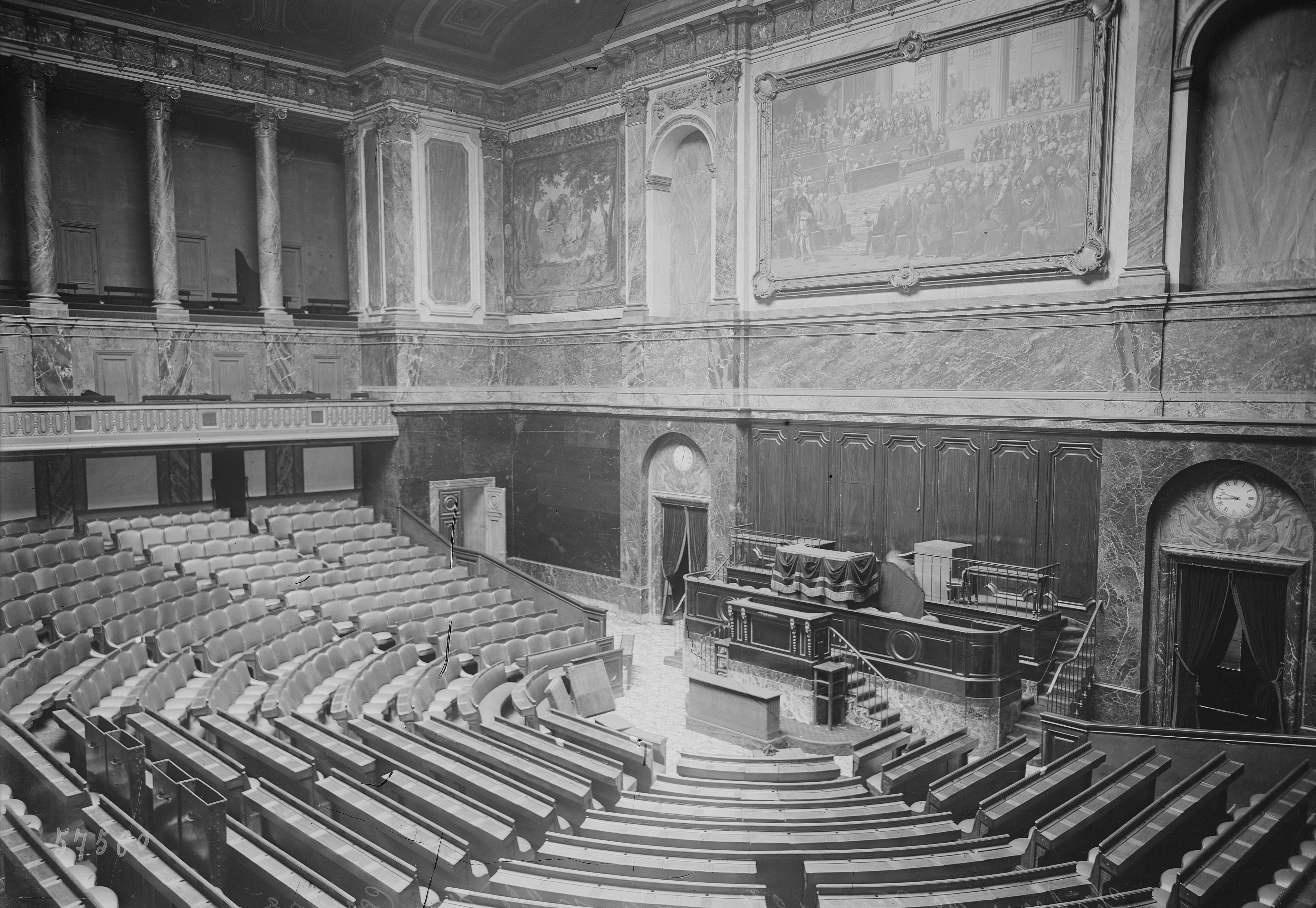
Hémicycle de Versailles, photo prise en 1920

Le président de la République peut faire lire un message qui ne donne lieu à aucun débat et, depuis la modification de la Constitution de 2008, peut s’exprimer devant le Parlement réuni en congrès.
Le Parlement peut destituer le président de la République en cas de « manquement à ses devoirs manifestement incompatible avec l’exercice de son mandat ». Il est alors constitué en Haute Cour.
Chaque chambre élit, après chaque renouvellement général ou partiel, six des quinze juges de la Cour de justice de la République, chargée de juger les infractions commises par les membres du Gouvernement pendant l'exercice de leurs fonctions.
Le Parlement vote la révision de la Constitution. Dans ce cas, contrairement aux lois ordinaires, le texte doit  être voté en termes identiques par les deux assemblées. La révision est ensuite approuvée par référendum ou, pour les projets de loi uniquement, par un vote des parlementaires réunis en Congrès. Dans ce cas le texte doit réunir la majorité des trois cinquièmes des suffrages exprimés.
Chaque assemblée peut voter des résolutions sur la modification de son propre règlement, celles-ci doivent être soumises au Conseil constitutionnel.

## Dissolution de l'Assemblée nationale
Le président de la République peut dissoudre l'Assemblée nationale. Ceci ne peut être fait plus d'une fois par an. Il ne s'agit pas d’une mesure propre à la France et de nombreux chefs d'État de démocratie occidentale disposent également de ce droit : ainsi en Allemagne le président fédéral Horst Köhler a dissous le Bundestag le 21 juillet 2005 à la demande du chancelier Gerhard Schröder. Une dissolution entraîne automatiquement la tenue d'élections législatives qui sont dites alors « anticipées ».
Depuis 1958, et au 1er août 2022, il y eut cinq dissolutions.
Charles de Gaulle dissout l'Assemblée une première fois le 10 octobre 1962, après l'adoption d’une motion de censure contre le gouvernement Pompidou. Le président préfère renommer immédiatement Georges Pompidou et dissout l'Assemblée afin de faire trancher ce conflit par les électeurs. Cette dissolution est suivie par des législatives qui marquent la victoire des gaullistes de l'UNR-UDT et de leurs alliés Républicains indépendants. Il utilise ce droit une seconde fois, le 30 mai 1968, pour dénouer la crise de Mai 68. Cette dissolution entraîna des élections législatives anticipées marquées par une forte victoire des gaullistes qui obtiennent à eux seuls la majorité absolue (293 élus sur 487 pour l'UDR).
François Mitterrand dissout l'Assemblée le 22 mai 1981, après sa victoire à la présidentielle et pour disposer d'une majorité à l'Assemblée, qu'il obtiendra largement aux législatives (le Parti socialiste obtenant à lui seul la majorité absolue avec 266 députés sur 491). Il fait de même le 14 mai 1988, après sa réélection et pour la même raison, la victoire de la gauche aux législatives est forte, mais moindre qu'en 1981 (275 élus socialistes sur 575, alliés à 41 élus de l'Union du centre).
Jacques Chirac dissout l'Assemblée le 21 avril 1997, afin d'anticiper des élections législatives prévues un an après. Contrairement à son souhait, elle entraîne la victoire des socialistes et de leurs alliés de la Majorité plurielle aux législatives anticipées et la nomination du gouvernement Jospin.
Emmanuel Macron dissout l’Assemblée le 9 juin 2024 à la suite des élections européennes en France, donnant un score de 31 % au Rassemblement national.

## Instances

### Présidence de l'Assemblée nationale et du Sénat

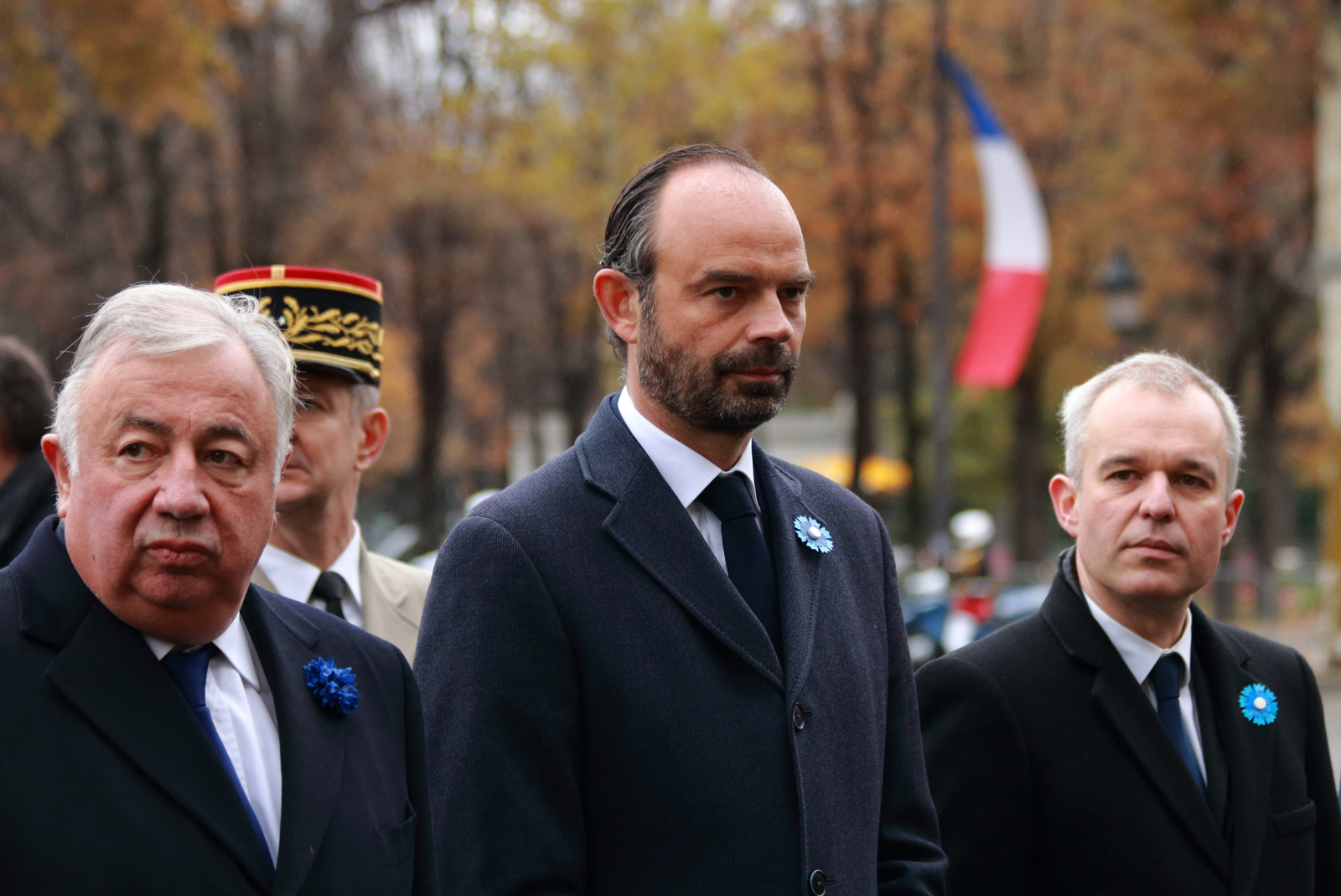
Gérard Larcher, président du Sénat, Édouard Philippe, ex-Premier ministre, et François de Rugy, ex-président de l’Assemblée nationale, aux cérémonies du 11 novembre 2017.

Différents organes permettent aux assemblées de fonctionner. Le bureau est chargé de diriger les débats et d’administrer chaque assemblée. Il a à sa tête un président élu par tous les sénateurs ou tous les députés au scrutin secret pour toute la durée de la législature, soit trois ans pour le Sénat et cinq ans pour l’Assemblée nationale. Pour être élu, il faut avoir la majorité absolue aux deux premiers tours. Au troisième tour, la majorité relative suffit. Les autres membres du bureau, également élus, sont les vice-présidents, les secrétaires et les questeurs.
Le président du Sénat dispose de prérogatives fixées par la Constitution. En cas de vacance de la Présidence de la République pour quelque cause que ce soit, ou d’empêchement constaté par le Conseil constitutionnel, les fonctions du président de la République (sauf l’organisation d’un référendum et la dissolution de l’Assemblée nationale), sont provisoirement exercées par le président du Sénat et, si celui-ci est à son tour empêché d’exercer ses fonctions, par le Gouvernement. Cela est arrivé deux fois, lors de la démission du général de Gaulle (1969) et lors de la mort de Georges Pompidou (1974), les deux fois cet intérim a été assuré par Alain Poher.
Lorsque ces organes sont réunis, le président de l’Assemblée nationale préside les réunions du Parlement en Congrès ou en Haute Cour.
Les présidents de chaque assemblée doivent être consultés par le président de la République lorsque ce dernier souhaite dissoudre l’Assemblée nationale ou exercer des pouvoirs exceptionnels.
Les présidents de chaque assemblée désignent chacun trois des neuf membres du Conseil constitutionnel et une des trois personnalités qualifiées au Conseil supérieur de la magistrature (à égalité avec le président de la République),.
Les présidents des assemblées parlementaires sont chargés de veiller à la sûreté intérieure et extérieure des assemblées qu’ils président. Ils peuvent, à cet effet, requérir la force armée et toutes les autorités dont ils jugent le concours nécessaire. Cette réquisition peut être adressée directement à tous officiers et fonctionnaires, qui sont tenus d’y déférer immédiatement,.

### Commissions

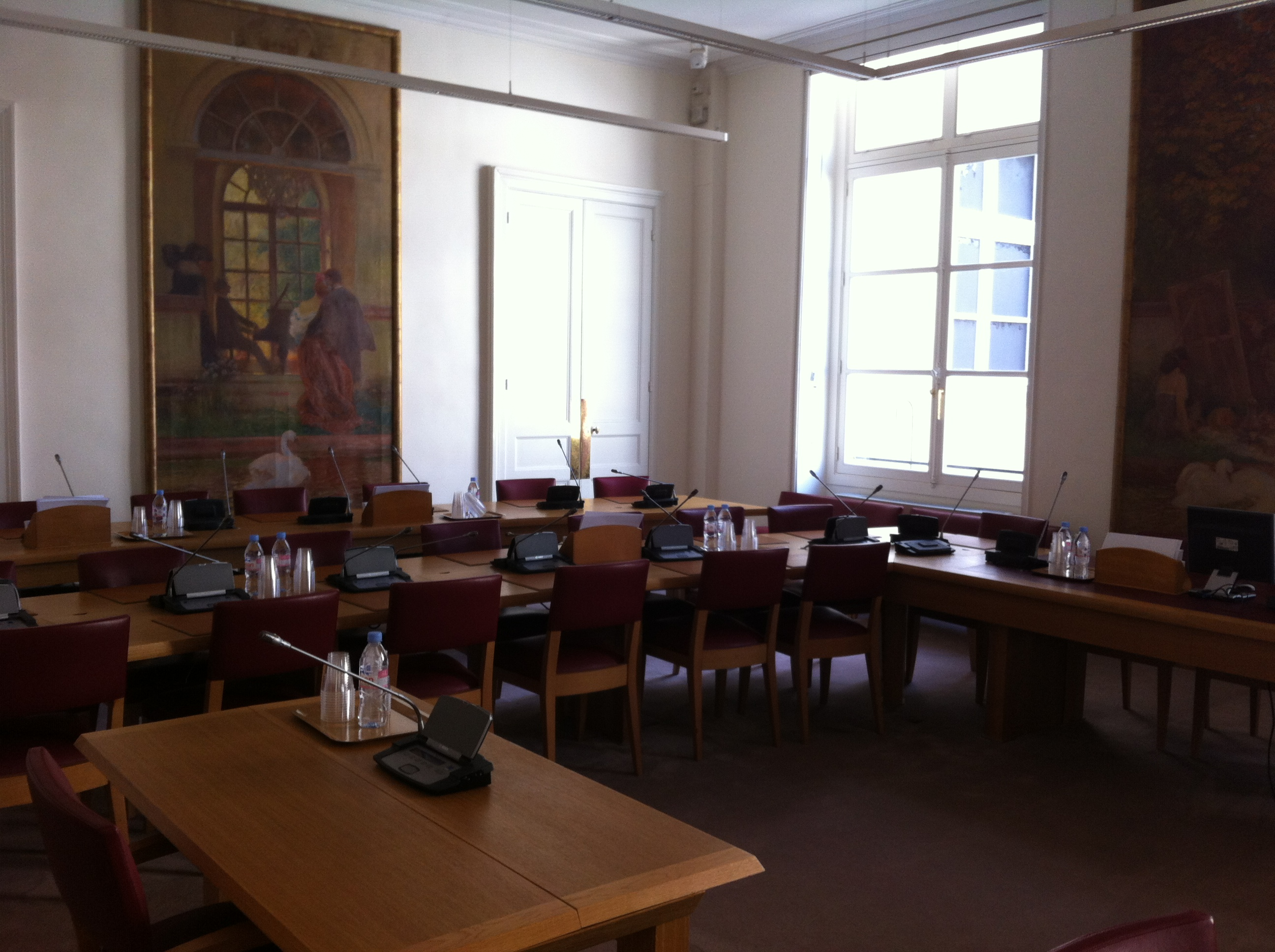
Une salle de réunion au Sénat.

#### Commissions législatives permanentes
Il existe au plus huit commissions permanentes dans chaque assemblée. Elles sont principalement chargées de discuter et de voter les textes avant les séances plénières. Il est possible, à la demande du Gouvernement, de créer une commission spéciale, pour un texte précis. Une commission spéciale ou permanente peut convoquer toute personne dont elle estime l’audition nécessaire.
La loi constitutionnelle du 23 juillet 2008 prévoit que la commission permanente compétente de chaque assemblée doit se prononcer sur certaines nominations du président de la République, comme celles des membres du Conseil constitutionnel,. De la même façon, les nominations au Conseil constitutionnel effectuées par le président de chaque chambre sont soumises au seul avis de la commission compétente de l’assemblée concernée.
Depuis l’entrée en vigueur de la loi organique relative aux lois de finances, la commission des finances est chargée de vérifier le budget de l’État ainsi que son emploi.

#### Commissions d'enquête
Chaque assemblée peut créer une commission d’enquête parlementaire par le vote d’une résolution. Elles sont formées pour recueillir des éléments d’information soit sur des faits déterminés, soit sur la gestion des services publics ou des entreprises nationales, en vue de soumettre leurs conclusions à l’assemblée qui les a créées. Il ne peut être créé de commission d’enquête sur des faits ayant donné lieu à des poursuites judiciaires et aussi longtemps que ces poursuites sont en cours. Si une commission a déjà été créée, sa mission prend fin dès l’ouverture d'une information judiciaire relative aux faits sur lesquels elle est chargée d’enquêter. Les membres des commissions d’enquête sont désignés de façon à y assurer une représentation proportionnelle des groupes politiques. Les commissions d’enquête ont un caractère temporaire. Leur mission prend fin par le dépôt de leur rapport et, au plus tard, à l’expiration d’un délai de six mois à compter de la date de l’adoption de la résolution qui les a créées. Elles ne peuvent être reconstituées avec le même objet avant l’expiration d’un délai de douze mois à compter de la fin de leur mission,.

#### Autres instances
Depuis la loi constitutionnelle du 23 juillet 2008, le Gouvernement doit soumettre à l’Assemblée nationale et au Sénat, dès leur transmission au Conseil de l'Union européenne, les projets d’actes législatifs européens et les autres projets ou propositions d’actes de l’Union européenne ; une commission particulière est chargée des affaires européennes dans chaque assemblée,.
L’office parlementaire d'évaluation des choix scientifiques et technologiques est composé de dix-huit députés et dix-huit sénateurs. Il a pour mission d’informer le Parlement des conséquences des choix de caractère scientifique et technologique afin, notamment, d’éclairer ses décisions. 
Il existe une délégation parlementaire au renseignement, commune à l’Assemblée nationale et au Sénat ; et, dans chaque assemblée, une délégation parlementaire aux droits des femmes et à l’égalité des chances entre les hommes et les femmes et une délégation parlementaire aux outre-mer, de même qu'une délégation aux collectivités territoriales et à la décentralisation depuis 2009 au Sénat et 2017 à l'Assemblée.

### Groupes politiques
Les groupes parlementaires jouent aussi un rôle non négligeable dans la vie parlementaire. Ils regroupent les élus du même parti ou de la même sensibilité. 15 députés ou 10 sénateurs sont nécessaires pour constituer un groupe parlementaire. Les présidents des groupes participent à la conférence qui fixe l’ordre du jour des séances. Chaque groupe désigne les membres qui siègent dans les commissions.